# Andrea M. Ghez
Andrea Mia Ghez (sinh ngày 16 tháng 6 năm 1965) là một nhà thiên văn học người Mỹ và là giáo sư tại Khoa Vật lý và Thiên văn học tại UCLA, nổi tiếng với việc nghiên cứu trung tâm của dải Ngân hà. Năm 2020, bà trở thành người phụ nữ thứ tư được trao giải Nobel Vật lý, chia sẻ một nửa giải thưởng với Reinhard Genzel (nửa giải còn lại được trao cho Roger Penrose). Giải Nobel đã được trao cho Ghez và Genzel vì họ đã khám phá ra một thiên thể nhỏ gọn siêu lớn, hiện nay thường được công nhận là một lỗ đen, nằm ở trung tâm thiên hà của Dải Ngân hà.

## Đầu đời
Ghez sinh ra ở thành phố New York, là con gái của Susanne (Gayton) và Gilbert Ghez. Cha cô có gốc Do Thái, sinh ra ở Rome, Ý, trong một gia đình đến từ Tunisia và Frankfurt, Đức. Mẹ cô xuất thân trong một gia đình Ailen đến từ North Attleborough, Massachusetts.
Ghez lớn lên ở Chicago và theo học Đại học Trường Thí nghiệm Chicago. Chuyến đổ bộ lên Mặt Trăng của Chương trình Apollo đã truyền cảm hứng cho Ghez muốn trở thành nữ phi hành gia đầu tiên và mẹ cô đã ủng hộ mục tiêu của cô. Hình mẫu phụ nữ có ảnh hưởng nhất của cô là giáo viên hóa học trung học. Cô bắt đầu theo học đại học chuyên ngành toán học nhưng sau đó chuyển sang vật lý. Cô nhận bằng cử nhân vật lý tại Viện Công nghệ Massachusetts vào năm 1987 và bằng Tiến sĩ dưới sự hướng dẫn của Gerry Neugebauer tại Viện Công nghệ California vào năm 1992.

## Sự nghiệp
Nghiên cứu hiện tại của cô liên quan đến việc sử dụng các kỹ thuật chụp ảnh có độ phân giải không gian cao, chẳng hạn như hệ thống quang học thích ứng dùng cho kính thiên văn Keck, để nghiên cứu các vùng hình thành sao và lỗ đen siêu lớn ở trung tâm của Dải Ngân hà được gọi là Nhân Mã A *. Cô sử dụng động học của các ngôi sao gần trung tâm Dải Ngân hà như một cách thăm dò để khảo sát khu vực này. Độ phân giải cao của kính thiên văn Keck đã mang lại một cải tiến đáng kể so với nghiên cứu lớn đầu tiên về động học trung tâm thiên hà của nhóm Reinhard Genzel.
Năm 2004, Ghez được bầu vào Viện Hàn lâm Khoa học Quốc gia Hoa Kỳ vào năm 2019, cô được bầu làm thành viên của Hiệp hội Vật lý Hoa Kỳ (APS).
Cô đã xuất hiện trong một danh sách dài các bài thuyết trình truyền thông đáng chú ý. Các phim tài liệu đã được sản xuất bởi BBC, Discovery Channel và The History Channel; vào năm 2006, đã có một buổi giới thiệu về loạt phim truyền hình Nova của PBS. Cô được xác định là Anh hùng Khoa học bởi Dự án Anh hùng của Tôi. Năm 2004, tạp chí Discover đã liệt kê Ghez là một trong 20 nhà khoa học hàng đầu ở Hoa Kỳ, những người đã thể hiện mức độ hiểu biết cao trong các lĩnh vực tương ứng.

### Hố đen tại Trung tâm Thiên hà (Sgr A *)
Bằng cách chụp ảnh Trung tâm Thiên hà ở bước sóng hồng ngoại, Ghez và các đồng nghiệp của cô đã có thể nhìn xuyên qua lớp bụi nặng ngăn chặn ánh sáng có thể cho thấy và tạo ra hình ảnh về trung tâm của Dải Ngân hà. Nhờ vào khẩu độ 10 m của Kính viễn vọng WM Keck và việc sử dụng quang học thích ứng để điều chỉnh sự nhiễu loạn của khí quyển, những hình ảnh này của Trung tâm Thiên hà có độ phân giải không gian rất cao và giúp nó có thể theo dõi quỹ đạo của các ngôi sao xung quanh lỗ đen, vốn được gọi là Nhân Mã A * hoặc Sgr A *. Hiện đã quan sát được quỹ đạo một phần của nhiều ngôi sao quay quanh lỗ đen ở Trung tâm Thiên hà. Một trong những ngôi sao là S2, đã thực hiện vòng quay quỹ đạo hình elip kể từ khi các quan sát chi tiết bắt đầu vào năm 1995 có thể thấy được. Sẽ cần thêm vài thập kỷ nữa để ghi lại đầy đủ quỹ đạo của một số ngôi sao này; những phép đo này có thể cung cấp một bài kiểm tra về lý thuyết tương đối rộng. Vào tháng 10 năm 2012, một ngôi sao thứ hai đã được nhóm của cô ấy xác định tại UCLA, S0-102, quay quanh Trung tâm Thiên hà. Sử dụng định luật thứ ba của Kepler, nhóm của Ghez đã sử dụng quỹ đạo chuyển động để chỉ ra rằng khối lượng của Sgr A * là 4,1 ± 0,6 triệu khối lượng mặt trời. Vì Trung tâm thiên hà (vị trí Sgr A *) gần hơn M31 một trăm lần (vị trí của lỗ đen siêu lớn gần nhất được biết đến tiếp theo M31 *), nó hiện là một trong những trường hợp được chứng minh tốt nhất cho một hố màu đen siêu lớn.
Năm 2020, Ghez đã chia sẻ giải Nobel Vật lý với Roger Penrose và Reinhard Genzel, vì những khám phá của họ liên quan đến lỗ đen. Cụ thể, Ghez và Genzel đã được trao một nửa giải thưởng cho việc khám phá ra một lỗ đen siêu lớn rất có thể chi phối quỹ đạo của các ngôi sao ở trung tâm Dải Ngân hà.

## Đời sống riêng tư
Ghez kết hôn với Tom LaTourrette, một nhà địa chất học và nhà khoa học nghiên cứu tại tập đoàn RAND. Họ có hai con trai. Ghez là một vận động viên bơi lội tích cực trong Câu lạc bộ Bơi lội Thạc sĩ.

## Giải thưởng
- Annie J. Cannon Award in Astronomy (1994)[31]
- Packard Fellowship award (1996)[32]
- Newton Lacy Pierce Prize in Astronomy of the American Astronomical Society (1998)[31]
- Maria Goeppert-Mayer Award of the American Physical Society (1999)[33]
- Sackler Prize (2004)[34]
- Gold Shield Faculty Prize for Academic Excellence (2004)[35]
- Marc Aaronson Memorial Lectureship (2007)
- MacArthur Fellowship (2008)[36]
- Crafoord Prize in Astronomy (2012)[37]
- Royal Swedish Academy of Sciences (2012)[38]
- Royal Society Bakerian Medal (2015)[39]
- Honorary Doctorate of Science, University of Oxford (2019)[40]
- Fellow of the American Physical Society (2019)[21]
- Elected a Legacy Fellow of the American Astronomical Society (2020)[41]
- Giải Nobel Vật lý (2020)[3]

## Các ấn phẩm
- Ghez, Andrea M.; Neugebauer, Gerry; Matthews, K. (1993). “The Multiplicity of T Tauri Stars in the Taurus-Auriga & Ophiuchus-Scorpius Star Forming Regions: A 2.2 micron Imaging Survey” (PDF). Astronomical Journal. 106: 2005–2023. Bibcode:1993AJ....106.2005G. doi:10.1086/116782.
- Ghez, Andrea M.; White, Russel J.; Simon, M. (1997). “High Spatial Resolution Imaging of Pre-Main Sequence Binary Stars: Resolving the Relationship Between Disks and Close Companions”. Astrophysical Journal. 490 (1): 353–367. Bibcode:1997ApJ...490..353G. doi:10.1086/304856.
- Ghez, Andrea M.; Klein, B. L.; Morris, M.; Becklin, E.E. (1998). “High Proper Motions in the Vicinity of Sgr A*: Evidence for a Massive Central Black Hole”. Astrophysical Journal. 509 (2): 678–686. arXiv:astro-ph/9807210. Bibcode:1998ApJ...509..678G. doi:10.1086/306528. S2CID 18243528.
- Ghez, A. M.; Morris, M.; Becklin, E. E.; Tanner, A.; Kremenek, T. (2000). “The Accelerations of Stars Orbiting the Milky Way's Central Black Hole”. Nature. 407 (6802): 349–351. arXiv:astro-ph/0009339. Bibcode:2000Natur.407..349G. doi:10.1038/35030032. PMID 11014184. S2CID 312384.
- Ghez, A. M.; Duchêne, G.; Matthews, K.; Hornstein, S. D.; Tanner, A.; Larkin, J.; Morris, M.; Becklin, E. E.; S. Salim (ngày 1 tháng 1 năm 2003). “The First Measurement of Spectral Lines in a Short-Period Star Bound to the Galaxy's Central Black Hole: A Paradox of Youth”. Astrophysical Journal Letters (bằng tiếng Anh). 586 (2): L127. arXiv:astro-ph/0302299. Bibcode:2003ApJ...586L.127G. doi:10.1086/374804. S2CID 11388341.
- Ghez, A. M.; Salim, S.; Weinberg, N. N.; Lu, J. R.; Do, T.; Dunn, J. K.; Matthews, K.; Morris, M. R.; Yelda, S. (ngày 1 tháng 1 năm 2008). “Measuring Distance and Properties of the Milky Way's Central Supermassive Black Hole with Stellar Orbits”. Astrophysical Journal (bằng tiếng Anh). 689 (2): 1044–1062. arXiv:0808.2870. Bibcode:2008ApJ...689.1044G. doi:10.1086/592738. S2CID 18335611.